# Лев Ґроссман
Лев Ґроссман (нар. 26 червня 1969, Конкорд, Массачусетс, США) — американський романіст і журналіст, відомий авторством романів «Викривлення» (1997), «Кодекс» (2004), «Чарівники» (2009), «Король чарівників» (2011) та «Країна чарівників» (2014). Працює старшим письменником і книжковим критиком для журналу «Тайм».

## Громадська діяльність
У 2018 р. підписав звернення Американського ПЕН-центру на захист українського режисера Олега Сенцова, політв'язня у Росії.